# Речная улица (Салават)
Речна́я улица (башк. Йылға урамы) — улица в Салавате. Расположена в восточной части города.

## История
Застройка улицы началась в 1950 году.   
Улица застроена в основном кирпичными 2 и 5 этажными домами.  
Речная улица проходит мимо гаражей и корпусов Стекольного колледжа.
По программе переселения из ветхого жилого фонда по Речной улице подлежат сносу дома №2/13, 4, 6, 8, 10, 11/54, 12/56, 13/55, 14/57, 16, 17, 19, 20, 21/66, 22.
В 2011 году все подлежащие сносу жилые дома были снесены.

## Трасса
Речная улица начинается от улицы Пархоменко и заканчивается на Северной улице. Пересекает улицы Хмельницкого и Строителей.

## Транспорт
По Речной улице общественный транспорт не ходит.